# Rákos Olivér
Rákos Olivér (2000. október 24. –) magyar színész.

## Életpálya
A Budafoki Kossuth Lajos Magyar–Angol Két Tanítási Nyelvű Általános Iskolában végzett 2015-ben. 2015-2019 között a Madách Imre Gimnáziumban tanult. 2019-2024 között a Színház- és Filmművészeti Egyetem prózai színművész szakán tanult, Zsótér Sándor és Szilágyi Bálint osztályában.

## Színházi szerepei

### Budaörsi Latinovits Színház
- Részegek (Matthias)
- h.ml.t (Bernardo)
- Godot-ra várva (Vladimir)

### Pannon Várszínház
- Képzelt riport egy amerikai popfesztiválról

### Jurányi Produkciós Közösségi Inkubátorház
- Színész, szegény (Oli, jelentős színművész)

### Komáromi Jókai Színház
- A Pál utcai fiúk (Nemecsek)[7]

## Film- és sorozatszerepei
- Cella – Letöltendő élet (2023) ...Matyi
- Zanox - Kockázatok és mellékhatások (2022)